# Гольховой, Владимир Михайлович
Влади́мир Миха́йлович Гольхово́й (18 октября 1949 года, Таллин) — специалист в области теории и методики обучения математике, педагог, организатор внешкольного образования, автор учебников и пособий для школьников, кандидат педагогических наук.

## Биография
Родился 18 октября 1949 года в Таллине, Эстонская ССР. В 1964 году поступил в специализированную школу-интернат № 45 (ныне Академическая гимназия имени Д. К. Фаддеева Санкт-Петербургского государственного университета) и в 1966 году окончил её. С 1966 по 1971 год обучался на математико-механическом факультете (кафедра алгебры и теории чисел) Ленинградского государственного университета (ЛГУ).
В 1974 году начал работать в Северо-Западной заочной математической школе при ЛГУ сначала методистом, а с 1988 года директором. С 1975 года преподает математику в школе-интернате № 45 (Академической гимназии). В. М. Гольховой — кандидат педагогических наук, доцент кафедры высшей геометрии математико-механического факультета Санкт-Петербургского государственного университета. Автор более 20 публикаций, в том числе нескольких книг.
С 1993 года — председатель жюри Ленинградской областной олимпиады школьников по математике, член жюри Олимпиады Эйлера учителей математики Санкт-Петербурга и Ленинградской области, работал в жюри Всесоюзной и Ленинградской (Санкт-Петербургской) олимпиад, «Интеллектуального марафона», «Сахаровских чтений», Первой Геометрической олимпиады им. И. Ф. Шарыгина.
Среди учеников В. М. Гольхового имеются многочисленные доктора и кандидаты наук, победители Международных, Всесоюзных (Всероссийских) и Ленинградских (Петербургских) математических олимпиад. За время работы заочной математической школы её окончили более 11 тысяч учеников.
В. М. Гольховой награждался Почетными грамотами министерств просвещения РСФСР, РФ, Белоруссии и Аджарии, а также Комитета образования Ленинградской области, СПбГУ и журнала «Квант». Он является Лауреатом премии Сороса.

## Основные публикации
- Башмаков М. И., Беккер Б. М., Гольховой В. М. Задачи по математике. Алгебра и анализ. — М.: Наука, 1982. 191 с.
- Башмаков М. И., Беккер Б. М., Гольховой В. М., Ионин Ю. И. Алгебра и начала анализа: задачи и решения. — М.: Высшая школа, 2004. 296 с. ISBN 5-06-004470-X.
- Беккер Б. М., Гольховой В. М. Комплексные числа. — СПб.: ЛОИРО, 2005. 40 c. ISBN 5-8290-0438-0.
- Гольховой В. М. Математические соревнования школьников. — СПб.: ЛОИРО, 2005. 96 c. ISBN 5-8290-0435-6.